# Yasovarman I
Yasovarman I, död 910, var en kambodjansk monark. Han var kung av Khmerriket mellan 889 och 910.